# Altaneira
Altaneira es un municipio brasileño del estado de Ceará, localizado en la microrregión de Caririaçu. Según el censo del IBGE del año 2010, la población era de 6851 habitantes.

## Etimología
Este municipio lleva el nombre de Altaneira, pero su denominación original fue Santa Teresa. También es conocido como Cidade Alta (en español: Ciudad Alta).